# 청소년 접근 제한

청소년 접근 제한 마크

청소년 접근 제한(靑少年接近制限)은 청소년에게 유해하다고 판단되는 정보 및 자료에 청소년의 접근을 주민등록번호 등의 인증 등을 통하여 제한 또는 차단하는 것을 말한다.

## 접근 제한의 대상
- 성인물
- 마약물
- 폭력물

## 동북아시아 국가의 청소년 접근 제한

### 대한민국
대한민국은 청소년보호법에 의거하여, 폭력성 및 선정성, 사행성 등 모방 위험의 우려가 많은 청소년 유해 매체물의 정보 및 자료에 청소년이 접근하는 것을 제한하고 있으며, 이를 근거로 하여 방송 및 통신 콘텐츠 등의 자료 및 정보에 청소년이 접근하는 것을 제한 또는 차단하고 있지만, 청소년 보호법상, 청소년 유해 매체물로 판정이 된 이후에, 행정절차법에 따라, 고시의 효력이 발생한 경우, 반드시 청소년 유해 매체물의 표시 및 개별 포장을 의무적으로 하도록 규정하고 있다. 다만, 게임물의 경우, 청소년 보호법상, 청소년 이용불가에 이 색상이 사용되므로, 게임물관리위원회에서 사전 심의를 별개로 전담하고 있다.

### 중국
중국은 2010년 1월부터 초, 중, 고의 학교에서 청소년이 성인물 및 폭력물 등에 접근하는 것에 대하여는 제한을 하고 있지만, 특별히 청소년이 성인물, 폭력물 등에 접근하는 것에 대하여 제한이나 차단을 하지 않고 있다. 2008년부터 그린댐이라는 청소년 보호 소프트웨어를 개발하였으나, 2010년 관련 개발 부서를 폐쇄하고, 기술자 30여명을 해직하였다.

### 일본
일본의 경우 청소년보호육성조례 에 의거하여 성인물, 폭력물 등의 자료나 유해 정보에 청소년이 접근하는 것을 제한하고 있으며, 이를 전제로 인터넷 상에서 성인물을 비롯한 모방 위험의 우려가 많은 폭력물, 유해 도서 등의 정보나 자료에 청소년이 접근할시 접근 주의물 알림을 통하여 청소년의 접근을 제한하고 있다. 하지만 주민등록번호 등의 인증을 통한 접근 제한은 하지 않고 있다. 한편 일본 내에서는 청소년을 유해 도서 등의 자료에 접근하지 못하도록 하는 이러한 규제가 청소년의 건전한 육성에 부정적인 영향을 초래한다는 사실에 대하여 의문을 제기하는 여론이 있으며, 표현의 자유 관점에서 이러한 규제에 대한 의문점들이 종종 지적되고 있다.

## 같이 보기
- 인터넷 검열